# Södra Vram
Södra Vram är en del av tätorten Billesholm i Bjuvs kommun belägen i Södra Vrams socken.

## Tätorten
1960 avgränsade SCB en tätort med 220 invånare inom Billesholms landskommun. 1970 hade orten sammanvuxit med Billesholms tätort. Vid 2010 års tätortsavgränsning befann sig Södra Vram fortfarande inom den norra delen av Billesholms tätort.